# 동물보건사
동물보건사는 수의사의 지도 아래 동물의 간호 또는 진료 보조 업무를 수행하는 전문 인력으로, 농림축산식품부장관의 자격 인정을 받은 국가자격자이다. 이 제도는 반려동물 양육 인구 증가와 동물진료 서비스의 전문성 강화를 위해 도입되었다.
동물병원 내에서 수의사의 지도 아래 동물의 간호 또는 진료 보조 업무에 종사하는 사람으로서 농림축산식품부장관의 자격인정을 받은 사람(수의사법 제2조제4호)

## 동물보건사 업무
동물보건사의 업무는 동물병원 내에서 수의사의 지도 아래 동물의 간호 또는 진료 보조 업무를 수행하는 것으로 ‘동물의 간호 업무’와 ‘동물의 진료 보조 업무’로 나뉨(수의사법 제16조의5제1항)
- 동물의 간호 업무: 동물에 대한 관찰, 체온.심박수 등 기초 검진 자료의 수집, 간호 판단 및 요양을 위한 간호
- 동물의 진료 보조 업무: 약물 도포, 경구 투여, 마취.수술의 보조등 수의사의 지도 아래 수행하는 진료의 보조

## 자격특징
동물보건사 제도는 2019년 8월 27일 「수의사법」 개정(법률 제16546호)을 통해 도입되었으며, 2021년 8월 28일부터 시행되었다. 이 제도는 동물의료 전문인력 육성과 동물진료 서비스의 질 향상을 목적으로 한다.

## 자격 요건
동물보건사가 되기 위해서는 다음 요건을 충족해야 한다
- 농림축산식품부장관의 평가인증을 받은 양성기관에서 동물 간호 관련 교육과정을 이수하고 졸업한 자
- 동물보건사 자격시험에 합격한 자
- 「수의사법」 제5조에 따른 결격사유에 해당하지 않는 자

① 농림축산식품부장관의 평가인증(제16조의4제1항에 따른 평가인증을 말한다. 이하 이 조에서 같다)을 받은 「고등교육법」 제2조제4호에 따른 전문대학 또는 이와 같은 수준 이상의 학교의 동물 간호 관련 학과를 졸업한 사람(동물보건사 자격시험 응시일부터 6개월 이내에 졸업이 예정된 사람을 포함한다)
- 입학 당시 평가인증을 받은 학교에 입학한 사람으로서 농림축산식품부 장관이 정하여 고시하는 동물 간호 관련 교과목과 학점을 이수하고 졸업한 사람
②「초ㆍ중등교육법」 제2조에 따른 고등학교 졸업자 또는 초ㆍ중등교육법령에 따라 같은 수준의 학력이 있다고 인정되는 사람으로서 농림축산식품부장관의 평가인증을 받은 「평생교육법」 제 2조제2호에 따른 평생교육기관의 고등학교 교과 과정에 상응하는 동물 간호에 관한 교육과정을 이수한 후 농림축산식품부령으로 정하는 동물 간호 관련 업무에 1년 이상 종사한 사람

③ 농림축산식품부장관이 인정하는 외국의 동물 간호 관련 면허나 자격을 가진 사람

①「고등교육법」 제2조제4호에 따른 전문대학 또는 이와 같은 수준 이상의 학교에서 동물 간호에 관한 교육과정을 이수하고 졸업한 사람
②「고등교육법」 제2조제4호에 따른 전문대학 또는 이와 같은 수준 이상의 학교를 졸업한 후 동물병원에서 동물 간호 관련 업무에 1년 이상 종사한 사람 (「근로기준법」에 따른 근로계약 또는「국민연금법」에 따른 국민연금 사업장가입자 자격취득을 통하여 업무 종사 사실을 증명할 수 있는 사람에 한정한다)
③ 고등학교 졸업학력 인정자 중 동물병원에서 동물 간호 관련 업무에 3년 이상 종사한 사람 (「근로기준법」에 따른 근로계약 또는 「국민연금법」에 따른 국민연금 사업장가입자 자격취득을 통하여 업무 종사 사실을 증명할 수 있는 사람에 한정한다)

특례대상자의 경우, 2021년 8월 28일 기준으로 일정 조건을 충족하면 자격시험에 응시할 수 있다.

## 자격시험
동물보건사 자격시험은 농림축산식품부장관이 주관하며, 필기시험으로 구성된다. 시험 과목은 다음과 같다
1. 기초 동물보건학 (60문제)
  - 동물 해부생리학
  - 동물 질병학
  - 동물 공중보건학
  - 반려 동물학
  - 동물 보건영양학
  - 동물 보건행동학
2. 예방 동물보건학 (60문제)
  - 동물 보건 응급간호학
  - 동물 병원실무
  - 의약품 관리학
  - 동물 보건영상학
3. 임상 동물보건학 (60문제)
  - 동물 보건 내과학
  - 동물 보건 외과학
  - 동물 보건 임상병리학
4. 동물 보건ㆍ윤리 및 복지 관련 법규 (20문제)
  - 수의사법
  - 동물 보호법

합격 기준은 각 과목 100점 만점에 40점 이상, 전 과목 평균 60점 이상이다.